# Mireya Moscoso
Mireya Elisa Moscoso Rodríguez (Pedasí; 1 de julio de 1946) es una política panameña que se desempeño como 34.º presidenta de la República de Panamá, por el período constitucional del 1 de septiembre de 1999 al 31 de agosto de 2004. Es la primera mujer presidenta de la historia del país.
Nacida en el seno de una familia rural, Moscoso participó activamente en la campaña presidencial de 1968 del tres veces presidente Arnulfo Arias, siguiéndolo y casándose con él cuando se exilió tras un golpe militar. Después de su muerte en 1988, ella asumió el control de su negocio de café y más tarde de su partido político, el Partido Arnulfista (PA). Durante las elecciones generales de 1994 para la presidencia, perdió por un estrecho margen ante el candidato del Partido Revolucionario Democrático (PRD), Ernesto Pérez Balladares, por 4% de los votos. En las elecciones generales de 1999, derrotó al candidato del PRD, Martín Torrijos, por 7% para convertirse en la primera mujer presidenta de Panamá.
Durante su mandato en el cargo, presidió la entrega del Canal de Panamá de los Estados Unidos a Panamá y la recesión económica que resultó de la pérdida de personal estadounidense. Obstaculizada por las nuevas restricciones al gasto aprobadas por la Asamblea Legislativa controlada por la oposición y los escándalos de corrupción de su administración, tuvo dificultades para aprobar sus iniciativas legislativas. Su popularidad disminuyó, y el candidato de su partido, José Miguel Alemán, perdió ante Torrijos, del PRD, en las siguientes elecciones generales para sucederla.

## Biografía

### Primeros años
Nació el 1 de julio de 1946 en la comunidad de Pedasí (Panamá), y obtuvo el título de decoradora de interiores en el Miami Dade Community College. A los 18 años, contrajo nupcias con el médico y político panameño Arnulfo Arias Madrid, de 63 años y quien, hasta ese entonces, había sido dos veces presidente de la República; y que lo fue una tercera en 1968 cuando fue derrocado por una rebelión militar encabezada por el mayor Boris Martínez y secundada por el teniente coronel Omar Torrijos Herrera.

### Vida política
Nombrándose a sí misma heredera política de su difunto esposo, se hace con la presidencia del partido de Arnulfo Arias, luego de reinscribir el partido político custodio de la doctrina panameñista, en un solo día a principios de los 1990, cambiándole de nombre a Partido Arnulfista. Participa en las elecciones presidenciales de 1994, donde fue vencedor el expresidente Ernesto Pérez Balladares, por un estrecho margen en las elecciones más transparentes hasta el momento de la historia del país. Sin embargo, se reorganiza y participa nuevamente en 1999, esta vez consiguiendo la victoria de manera contundente en las elecciones presidenciales, capitalizando las fuerzas opositoras y el desencanto de la membresía de bases del Partido Revolucionario Democrático (PRD) con el presunto gobierno de línea torrijista - y convirtiéndose así en la primera mujer presidente del país.

## Presidencia (1999-2004)

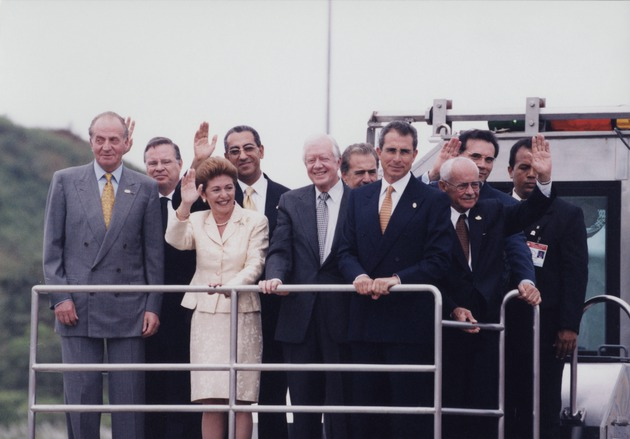
La presidenta panameña Moscoso junto a otros líderes de Iberoamérica durante el acto ceremonial de la entrega del canal al control panameño el 14 de diciembre de 1999.

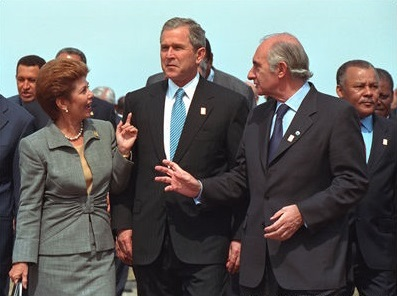
Moscoso a lado del presidente de Estados Unidos George W. Bush y su homólogo de Argentina Fernando de la Rúa en la Cumbre de las Américas en 2001.

Ganó las elecciones el domingo 2 de mayo de 1999 con el 42% de los votos. Durante los primeros años de su gestión tuvo que enfrentar una fuerte desaceleración económica promovida por el retiro de la población residente en la zona del Canal de Panamá en cumplimiento con los Tratados Torrijos Carter. La mandataria dirigió su objetivo a atender asuntos rurales, enfocó el trabajo del Fondo de Inversión Social (FIS) en la construcción de caminos de penetración, pozos rurales, la creación de granjas de producción autosostenibles y electrificación comunitaria.
Su gobierno logró una buena comunicación con los gremios de educadores, con los cuales pactó un acuerdo para modernizar el sistema educativo. Construyó un nuevo museo en la capital destinado a la niñez y viaductos vehiculares como los de la Avenida 3 de Noviembre, Avenida de los Mártires, Avenida Balboa y la Avenida Luis F. Clement. Reconstruyó y equipó el Hospital Santo Tomás, principal centro de atención de salud pública en el país y obra insigne de su administración, además del Hospital José Domingo de Obaldía, un moderno hospital en la provincia de Chiriquí.
En este periodo presidencial, le tocó celebrar uno de los acontecimientos más grandes en la historia reciente del país: la entrega total de la soberanía del Canal de Panamá según lo estipulado en los Tratados Torrijos-Carter. Moscoso, junto a Jimmy Carter fueron los protagonistas del acto celebrado al mediodía del 31 de diciembre de 1999.
Su gobierno transformó el sistema administrativo de varias instituciones públicas, modernizándolas y poniéndolas a la vanguardia del siglo XXI. La más importante de todas fue la del Aeropuerto Internacional de Tocumen, que pasó a convertirse en una sociedad anónima de capital 100% del estado, sumado a esto, una importante renovación de la infraestructura del aeropuerto. Además creó la oficina del casco antiguo, encargada de cuidar, mantener y promover este monumental barrio histórico de la Ciudad de Panamá.
Su administración desarrolló un plan de reforma fiscal que enfocó la tributación en el consumo. Por primera vez en Panamá artículos considerados de lujo como yates, vehículos de alta gama y otros productos de ese tipo fueron gravados con una tasa adicional al 5% existente al momento.
Durante su gestión se celebró el concurso Miss Universo 2003, evento que representó un trampolín y explosión sin precedentes para el turismo del país; y también el Centenario de la República de Panamá. El 3 de noviembre de 2003, hubo desfiles y marchas en todo el territorio nacional, que cubrieron las principales calles y avenidas del país, y a la celebración en el Casco Antiguo asistieron diversos líderes extranjeros cómo Marta Sahagún de Fox, primera dama de México o Francisco Flores, presidente de El Salvador. Ese día Moscoso dio un discurso en cadena nacional instando a los panameños a celebrar con fervor patriótico, el Centenario de la Nación, destacó los logros de panameños en las artes del mundo, e hizo mucho énfasis en el retorno del Canal de Panamá a manos panameñas el 31 de diciembre de 1999.
A poco tiempo de finalizar su periodo presidencial, inauguró el segundo puente sobre el Canal de Panamá, Puente Centenario, sin embargo, fue muy cuestionado que lo inaugurara antes que la obra estuviera concluida.
Durante sus cinco años de gestión, realizó inversiones públicas por cinco mil millones de dólares, fondos dirigidos principalmente a programas sociales y rurales para ofrecer mejor calidad de vida a la población del interior del país.
Seis días antes de terminar su mandato, generó un gran escándalo internacional cuando, siguiendo orientaciones de la misión diplomática norteamericana en Panamá, indultó a los terroristas Luis Posada Carriles, Gaspar Jiménez, Pedro Remón y Guillermo Novo Sampol, capturados al intentar asesinar a Fidel Castro durante su visita a Panamá en la Cumbre Iberoamericana en este país. Esta acción llevó a Cuba y Venezuela a romper relaciones diplomáticas con Panamá. Facciones de la disidencia cubana radicados en Miami aparentemente le agradecieron el indulto a los confesos terroristas anticubanos arrestados en Panamá.[cita requerida]